# Милоевич, Милое (генерал)

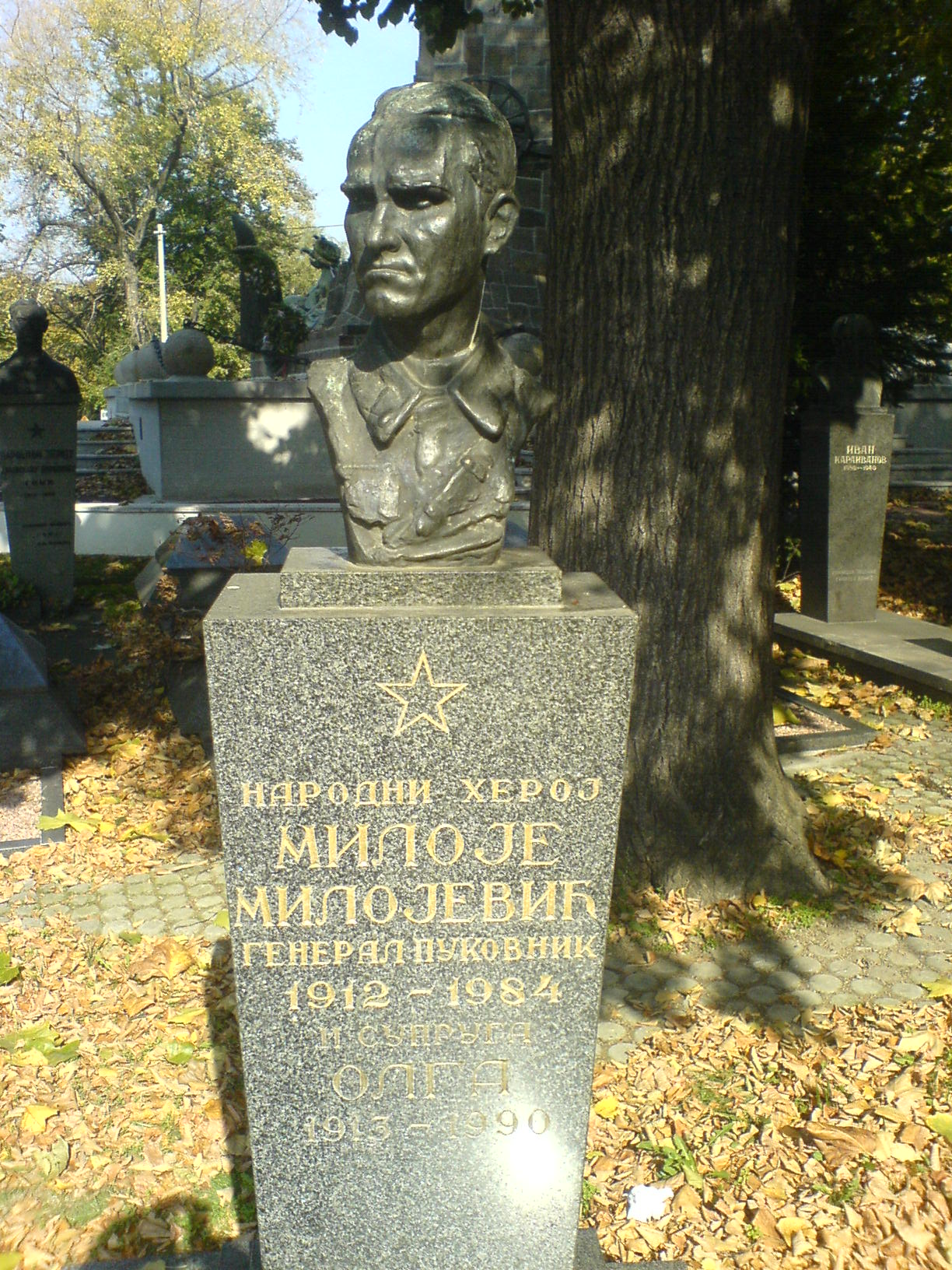
Памятник на могиле Милое Милоевича

Милое Стоянович Милоевич (серб. Милоје Стојана Милојевић; 16 марта 1912, Урсуле — 4 июля 1984, Рековац) — югославский военачальник, генерал-полковник ЮНА, Народный герой Югославии.

## Биография

### Довоенная
Родился 16 марта 1912 в местечке Урсуле близ Ягодины. Родители: Стоян Милоевич и Када Милошевич, крестьяне. Серб по национальности. Окончил начальную школу в Рековаце, с 1924 по 1929 годы был помощником продавца. В 1931 году окончил пехотную школу младших офицеров и стал военным: его преподавателем в военной школе был дядя Воислав Милоевич, бригадный генерал.

### Народно-освободительная война Югославии
На фронтах Народно-освободительной войны Милое оказался в августе 1941 года, начав службу в Моравском партизанском отряде, в Левакской роте (позднее стал заместителем командира роты). Позднее назначен командиром 3-й роты Крагуевацкого партизанского отряда. Участвовал в битвах за Крагуевац, Книч и Бумбарев холм. После Первого антипартизанского наступления с основными силами партизан отступил в Санджак, а в декабре 1941 года был зачислен в 1-ю пролетарскую ударную бригаду. В бригаде командовал сначала взводом, затем с марта 1942 года стал заместителем командира 6-го Белградского батальона (тогда же был принят в КПЮ).
В качестве командира 6-го батальона Милоевич вёл бои против усташей и домобранов около Дувно в июле 1942 года, тогда же был тяжело ранен. С 4 по 7 августа 1942 сражался под Ливно против усташей и итальянцев, во время битвы при Посушье он лично из пистолета-пулемёта уничтожил шедший на него целый отряд хорватских солдат. С ноября 1942 по июнь 1943 года он стал уже и заместителем командира 1-й пролетарской ударной бригады: под его командованием бригада сражалась в Центральной Боснии на реках Неретве и Сутьеске. В июне назначен заместителем командира 1-й пролетарской дивизии, сражавшейся в Центральной и Западной Боснии: она освободила города Доньи-Вакуф и Бугойно, сражалась в окрестностях Синя против 7-й дивизией СС «Принц Ойген», взяла после этого Ливно, Дувно, Купрес и вышла к Травнику и Баня-Луке.
В ноябре 1943 года Милоевич был включён в Военную миссию НОАЮ при союзном ближневосточном командовании и отправился вместе с Иво Лолой Рибаром в Каир. На аэродроме под Гламочем Рибар и Милоевич были атакованы бомбардировщиком: в результате взрыва бомбы Рибар был убит на месте, а Милоевич был тяжело ранен. После выздоровления он продолжил деятельность в рамках миссии, а в июне 1944 года по возвращении на Родину назначен командиром 21-й сербской дивизии. Под его командованием 21-я дивизия отличилась в битве за Белград, когда в октябре 1944 года она атаковала противника с фланга и тыла  на линии Смедерево-Белград и завязала бои за Авалу у Памятника неизвестному герою. В ходе сражения за Белград сербские части НОАЮ уничтожили 20 тысяч немецких солдат у Авалы, а в районе Мали-Мокри-Луг — Болеч захватили тысячу автомобилей, 200 орудий, 100 танков и огромное количество боеприпасов и топлива. За этот подвиг дивизию лично отблагодарил Иосип Броз Тито.
Конец войны генерал Милоевич встречал, командуя войсками на Сремском фронте. За войну он был ранен три раза, причём в ноябре 1943 года во время авианалёта потерял глаз. К концу войны он вошёл в Президиум Антифашистского вече народного освобождения Югославии и Антифашистскую скупщину народного освобождения Сербии.

### После войны
В послевоенные годы генерал Милоевич занимал разные военные и гражданские руководящие должности: с 1945 по 1948 годы он командовал гарнизоном Белграда, с 1948 по 1950 годы — 1-м военным округом, с 1956 по 1959 годы снова руководил гарнизоном Белграда и его районов, до 1964 года командовал 1-й югославской армией. В 1952 году окончил Высшую военную академию. Был депутатом Учредительной скупщины (входил в Законодательный комитет) и Временной Народной Скупщины ФНРЮ. До 1961 года возглавлял Союз военных инвалидов Югославии, был заместителем председателя Международной федерации ветеранов Второй мировой войны с 1956 по 1959 годы. Входил в ЦК Социалистического союза трудового народа Югославии и в Главный комитет ССТН Сербии. В 1966 году после смещения Александра Ранковича ушёл в отставку.
4 июля 1984 Милое Милоевич умер в родном Рековаце. Похоронен на Новом кладбище Белграда, на Аллее Народных героев.

## Награды
Милое Милоевич был награждён рядом орденов и медалей, среди которых известны медаль Партизанской памяти, Орден Военного флага и Орден Партизанской Звезды с золотым венком. 6 ноября 1942 приказом Верховного штаба НОАЮ ему присвоили звание Народного героя, о чём было сообщено в Бюллетене Верховного штаба НОАЮ 20-22:

Верховный штаб НОА и ПОЮ издал распоряжение, согласно которому присвоено звание народного героя товарищу Милоевичу Милое, заместителю командира VI батальона I народно-освободительной ударной пролетарской бригады, который во время боёв под Томиславградом был тяжело ранен и который во всех последующих сражениях (как в Сербии, так и в Боснии), отличился особой храбростью и преданностью делу Народно-освободительной борьбы.
Оригинальный текст (серб.)Врховни штаб НОВ и ПОЈ донио је одлуку према којој се даје назив народног хероја другу Милојевићу Милоју, заменику команданта -{VI}- батаљона -{I}- НОУП бригаде, који је за вријеме бојева код Томиславграда био тешко рањен и који се у свим досадашњим борбама, како у Србији тако и у Босни, истакао нарочитим јунаштвом и оданошћу ствари Народноослободилачке борбе.

15 августа 1943 Верховный штаб НОАЮ утвердил первые ордена и медали, а также списки представленных к наградам. В сентябре 1944 года Милое получил свой первый орден: партия наград была изготовлена в СССР и оттуда доставлена в Югославию.
Помимо этого, Милое Милоевич был награждён польским орденом «Крест Грюнвальда» II степени, а также французским орденом Почётного легиона и званием командора: 27 февраля 1956 награду ему вручил президент Франции Рене Коти.